# Théorie de Mohr-Coulomb
La théorie de Mohr-Coulomb est un modèle mathématique (voir Surface limite) décrivant la réponse des matériaux fragiles tels que le béton, ou des agglomérats lâches, aux contraintes de cisaillement ainsi qu'au stress normal. La plupart des matériaux d'ingénierie classiques suivent cette règle dans au moins une partie de leur enveloppe qui se rompt par cisaillement. En général, la théorie s'applique aux matériaux dont la résistance à la compression est de loin supérieure à la résistance à la traction.
En géotechnique, la théorie est utilisée pour définir la résistance au cisaillement des sols et des roches à différents états de contrainte effective (en).
En ingénierie des structures, elle est utilisée pour déterminer la charge de rupture ainsi que l'angle de rupture d'une fracture de déplacement dans des matériaux tels le béton. L'hypothèse de frottement de Coulomb est utilisée pour déterminer la combinaison de la contrainte normale et de la contrainte de cisaillement qui va engendrer une fracture du matériau. Le cercle de Mohr est utilisé pour déterminer lesquelles des contraintes principales produiront cette combinaison de la contrainte de cisaillement et normale, et l'angle du plan dans lequel cela se produira. Selon le principe de la normalité de la contrainte (en) à la rupture, le stress introduit est perpendiculaire à la ligne qui décrit l'état de la fracture.

## Critère de rupture de Mohr-Coulomb
Le critère de rupture de Mohr-Coulomb représente l'enveloppe linéaire qui est obtenue par le rapport entre la contrainte de cisaillement d'un matériau et la contrainte normale :
{\displaystyle \tau =\sigma ~\tan(\phi )+c}
où {\displaystyle \tau } est la contrainte de cisaillement, {\displaystyle \sigma } est la contrainte normale, {\displaystyle c} est l'ordonnée de l'enveloppe de rupture par rapport à l'axe des {\displaystyle \tau } et {\displaystyle \phi } est la pente de l'enveloppe de rupture.